# 장기강화
장기강화(長期強化, LTP: Long-term potentiation) 또는 장기증강(長期增強)은 신경과학의 분야에서 신경세포를 동시에 자극하는 것에 의하여 두 신경세포의 신호전달이 지속적으로 향상되는 현상을 말한다. 신경세포는 시냅스 결합을 통하여 신호전달을 하며, 기억은 이 시냅스에 축적되어 있다고 여겨지며, 장기강화는 학습과 기억의 주요 세포학적 메커니즘의 하나로 여겨지고 있다. 예를 들면, 장기강화와 장기기억은 모두, 빠르게 그 기작이 시작되고, 새로운 단백질 합성에 의존하며, 연합성(Associativity)을 지니고, 몇 개월에 걸쳐 지속 가능하다. 장기강화는 모든 동물에게서 나타나는 비교적 단순한 고전적 조건화에서부터, 사람에게 보이는 복잡한 고등 인지까지, 다양한 종류의 학습을 설명하는 표상일 가능성이 있다.
장기강화는, 시냅스 전달 강도를 증가하여, 시냅스전 뉴런과 시냅스후 뉴런이 시냅스를 통해 신호를 전달하는 능력을 증가시킨다. 장기증강화는 뇌의 영역이나 해당 동물의 연령, 종류 등에 의하여 서로 다른 복잡한 메커니즘에 의해 성립되어 있기 때문에, 그 정확한 메커니즘은 완전히 알려져있지 않다. 현재로서 가장 잘 이해되고있는 장기증강화의 형식은, 시냅스전 뉴런으로부터 받은 신호에 대하여 시냅스후 뉴런의 감수성이 증가하는 것으로 인해, 신호전달이 증가하는 것이다. 이러한 신호는 신경전달물질의 형태로서, 시냅스후 뉴런의 막 표면에 있는 신경전달물질 수용체에 받아들여진다. 장기강화는, 많은 경우, 시냅스후 뉴런의 표면에 이미 존재하고 있는 수용체의 활동을 증가시키지만, 수용체의 수를 증가하는 것에 의하여 시냅스후 뉴런의 반응성을 증가시킨다.
장기강화는 1966년에 처음, 테레 뢰모(Terje Lømo)에 의해 토끼의 해마에서 발견되어, 그 이후 많은 연구의 대상이 되었다. 현재 장기강화 연구의 대부분은 이 현상의 기초생물학적 이해에 관한 부분이지만, 행동학적 학습의 인과관계에 관한 부분도 존재한다. 그 외에도, 학습과 기억을 증가시키기 위하여 장기강화를 강화하는 것과 같은 약리학적 방법 등의 개발도 진행되고 있다. 또한, 장기강화는 임상연구의 대상이 되고 있다. 예를 들어, 알츠하이머병이나 약물 중독에 관련된 연구가 이에 해당한다.

## 역사

### 학습의 초기이론
19세기 말, 과학자들 사이에서는 성인의 뇌에 있는 (약 1000억의) 뇌세포의 수가 연령에 따라 크게 증가하지 않는 것이 일반적인 지식이었으며, 기억은 새로운 신경세포가 생성되는 것에 의해 생기는 것이 아니라고 여겨졌다. 이것으로부터, 새로운 신경세포의 형성을 가정하지 않고 기억의 형성을 설명하는 이론이 요구되고 있었다.
스페인의 신경해부학자 산티아고 라몬 이 카할(Santiago Ramón y Cajal)은 새로운 신경세포의 형성을 가정하지 않고 학습의 메커니즘을 주장한 최초의 인물이다. 1894년의 크루니안 강의(Croonian Lecture)에서 그는, 이미 존재하고 있는 신경세포 간의 신호전달 효과가 향상하는 것에 의하여 신경세포의 결합이 강화되어 기억이 생겨난다고 주장하였다. 도널드 헵(Donald Olding Hebb)에 의하여 1949년에 주장된 헵의 법칙은 카할의 아이디어에 답하는 것이며, 신경세포는 새로운 결합의 형성이나 대사 변화 등에 의하여 그 신호전달 능력을 향상하는 것으로 여겨졌다.
이러한 기억형성 이론은 현재에는 확립된 것이나, 당시는 주목을 받지 못했다. 19세기 후반부터 20세기 전반의 신경과학자와 심리학자들 사이에서, 동물의 학습에 있어 생물학적 기초를 해명하는데 필요한 전기생리학 방법이 아직 확립되어있지 않았기 때문이기도 하다. 이러한 방법은 20세기후반에 성립되어, 마침 그 시기에 장기강화를 발견하게 된 것이다.

### 장기강화의 발견
장기강화는 테레 뢰모(Terje Lømo)에 의하여 1966년 노르웨이의 오슬로에 있는 페어 안데르센(Per Andersen)의 연구실에서 처음 발견되었다. 뢰모는 마취 상태의 토끼의 단기기억에 의한 해마의 역할에 대하여 전기생리학 실험을 진행하고 있었다.
해마의 관통로(perforant pathway)와 치상회(dentate gyrus)의 신경결합을 떼어내어, 뢰모는 관통로의 자극에 의하여 발생하는 치상회의 전기생리학적 변화를 관찰했다. 뢰모의 예상대로, 시냅스전 섬유(presynaptic fiber)에 있는 관통로 섬유에 단 펄스(single pulse) 자극을 주면, 치상회에 흥분성 시냅스후 전위가 일어났다. 하지만 뢰모가 예상하지 못했던 것은, 시냅스후 섬유(postsynaptic fiber)에 높은 빈도의 자극을 주면, 위에서 말한 것과 같은 단 펄스 자극에 대한 응답이 장기적으로 향상한다는 것이다. 이러한 높은 빈도의 자극을 준 후, 단 펄스 자극에 대한 시냅스후 뉴런의 흥분성 시냅스후 전위는, 강한 지속성을 지니고 있었다. 높은 빈도의 자극에 의해 시냅스후 뉴런의 단 펄스 자극에 대한 응답성이 장기간에 걸쳐 증가하는 이러한 현상은, 처음에는 "Long-lasting potentiation"이라 불리었다.
안데르센의 연구실에 1968년에 영입된 티모시 브리스(Timothy Bliss)는, 뢰모와 공동으로 1973년에 토끼의 해마에 의한 "long-lasting potentiation"의 특징을 실은 논문을 처음 발표했다. 더욱이, 브리스와 토리 가드너 메드윈(Tony Gardner-Medwin)은 각성 시의 동물에 있어서 브리스와 뢰모가 발표한 것과 동일한 "long-lasting potentiation"이 발생한다는 논문을 발표하였다. 1975년에, 더글러스(Douglas)와 고더드(Goddard)는 이제까지 "long-lasting potentiation"이라 불리었던 현상을 장기강화(Long-term potentiation)이라고 부를 것을 주장하였다.

## 장기강화의 종류
토끼의 해마에서 최초로 발견된 이후, 장기강화는 대뇌피질, 소뇌, 편도체 등의 여러 신경구조에서 발견되고 있다. 장기강화의 대표적인 연구자인 로버트 마렌카(Robert Malenka)는 장기강화는 포유류가 지니는 모든 흥분성 시냅스에서 일어나고 있다고 말하고 있다.
서로 다른 뇌 영역에서는 장기강화의 형식도 서로 다르다. 신경세포 사이에서 일어나는 장기강화의 종류는 다양한 요소에 의존되고있다. 그러한 요소 중 하나는, 장기강화를 보이는 생물의 연령이다. 예를 들면, 미성숙한 해마의 장기강화의 분자 메커니즘은 성체의 해마와는 다르다. 또한, 특정 세포가 이용하는 신호전달경로에 의해 서로 다른 종류의 장기강화가 일어난다. 예를 들면, 특정 해마의 장기강화에는 NMDA 글루탐산 수용체(NMDA receptor)에 의한 것, 대사형 글루탐산 수용체(mGluR)에 의한 것, 혹은 완전히 다른의 수용체에 의한 것들이 있다[4]. 장기강화에 기여하는 다양한 종류의 신호전달경로와, 이런 다양한 경로에 의한 폭넓은 분포는, 신경세포 간에서 일어나는 장기강화의 종류가 관찰되는 뇌의 부위에 의해 서로 다른 것의 이유로 여겨지고 있다. 예를 들면, 해마에 있는 Schaffer collateral 경로에서 일어나는 장기강화는 NMDA 글루탐산 수용체와 관련이 있는 한편, 태상섬유(Mossy fiber) 경로에 의한 장기강화는 NMDA 글루타민산 수용체에 의존하지 않는다.
도입이 용이하다는 이유로, 해마의 CA1에 의한 장기강화는 포유류의 장기강화 연구의 기본적인 것이 되었다. 특히 성체의 해마의 CA1에 의한 NMDA 글루탐산 수용체 의존성 장기강화는 가장 널리 연구되어있는 장기강화이다.

## 장기강화의 원리
장기강화는 신경계의 여러 곳에서 다양한 메커니즘에 의하여 발생한다. 따라서, 많은 종류의 장기강화를 하나로 통일하여 설명할 수 있는 단일 메커니즘은 존재하지 않는다. 
장기강화의 각 단계는, 그 단계를 지령하는 mediator라고 불리는 소분자에 지배를 받는다. 이들 분자 안에는 세포 밖에서 일어나는 일들에 대응하는 단백질 수용체(Protein receptor)나, 세포 간의 화학반응을 실행하는 효소(Enzyme), 한 개의 단계에서 다음의 단계로 진행하는 시그널링 분자(Signaling molecules) 등이 있다. 이러한 mediator 외에도, mediator과 상호작용하여 장기강화를 최종 형태로 조정하는 조절분자(Modulator molecule)가 존재한다.
전기장기강화(E-LTP)과 후기장기강화(L-LTP)는 유도(induction), 유지(maintenance), 발현(expression)의 세 부분으로 나뉜다. 우선 유도(induction)라는 것은, 장기강화 시작되는 방아쇠가 되는 단기간의 신호 처리를 가리킨다. 다음으로 유지(maintenance)는 유도에 대한 응답으로 일어나는 지속적인 생화학적 변화에 상응한다. 마지막으로 발현(expression)은 유지 신호 활성화의 결과로서 일어나는 장기간 지속되는 세포변화를 가리킨다.

### 역행성 시그널링
역행성 시그널링이란, 시냅스후 뉴런에서 유도, 발현된 장기강화가 시냅스전 뉴런에서도 발현되는 것을 설명하는 가설이다. 이 가설의 이름은, 평소의 시냅스 전달은 시냅스전 뉴런에서 시냅스후 뉴런으로 일방적으로 전달되는 것으로부터 붙여졌다. 시냅스후 뉴런에서 장기강화가 유도되어, 시냅스전 뉴런에서 장기 강화가 발현되기 위해서는, 어떠한 신호가 시냅스후 뉴런으로부터 시냅스전 뉴런으로 "역행"하지 않으면 안된다. 그 신호에 의해 시냅스전 뉴런에 의한 반응의 연쇄가 개시되어, 신경전달물질의 방출확률 증가 등의 시냅스전 뉴런에 의한 장기강화의 발현이 발생한다고 여겨진다.
장기강화의 발현에 의한 시냅스전세포의 기여를 인정하지 않는 연구자들에게 있어, 역행성 시그널링은 논쟁의 대상이 되고 있다. 가설의 지지자들 사이에서도, 역행성 전달자 종류에 대하여 논쟁이 존재한다. 초기의 개념에서는, 산화 질소(nitric oxide)에 그 초점이 잡혀있었으나, 최근 연구에 의해 세포접착단백질(cell adhesion protein)의 중요성이 부각되고 있다.

## 같이 보기
- 신경가소성